# Parafia św. Katarzyny w Brodnicy (diecezja toruńska)

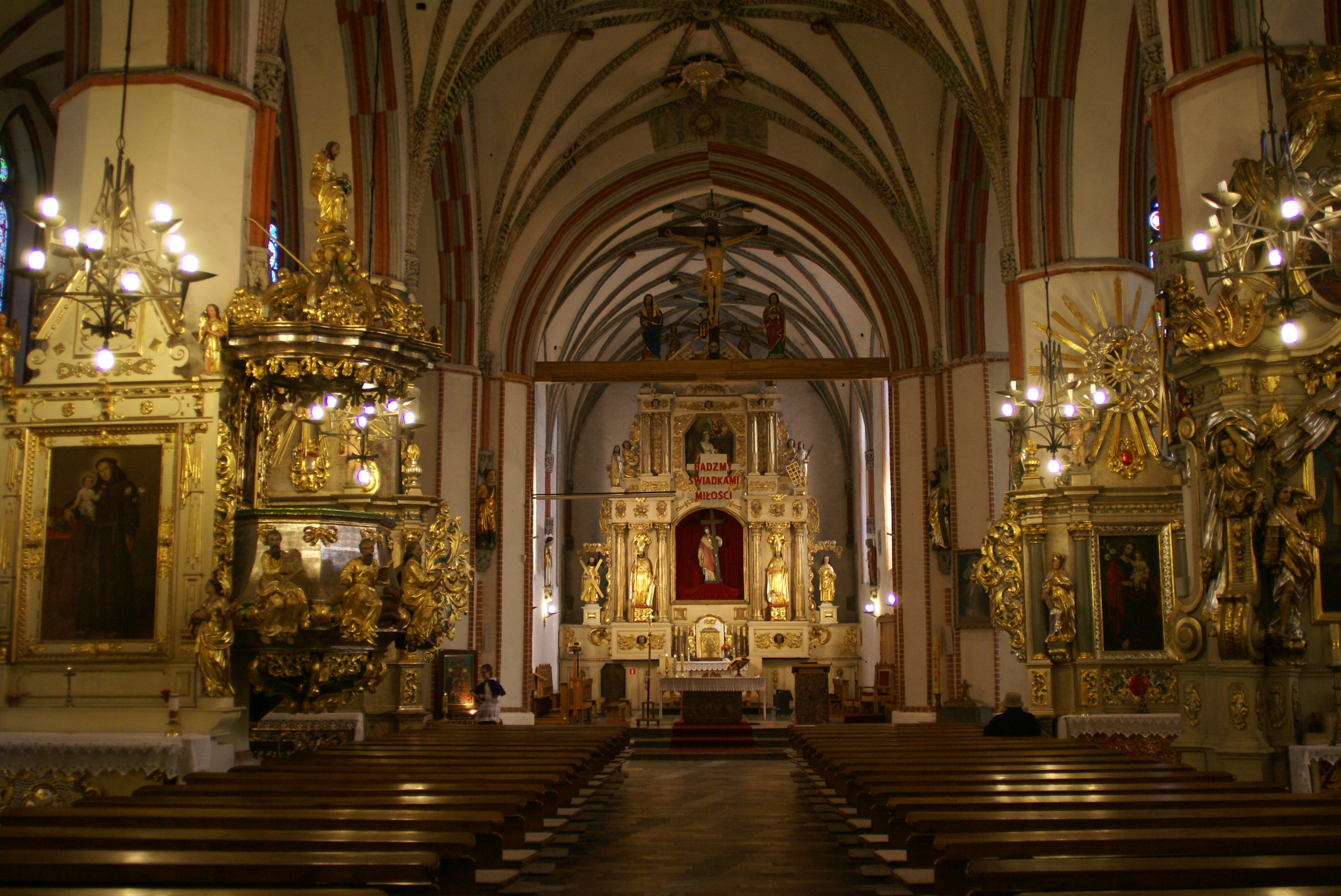
Wnętrze kościoła

Parafia św. Katarzyny w Brodnicy – parafia rzymskokatolicka w diecezji toruńskiej, w dekanacie Brodnica, z siedzibą w Brodnicy. Erygowana w końcu XIII wieku przez zakon krzyżacki. Jest najstarszą parafią w mieście.

## Historia
- koniec XIII wieku – ustanowienie parafii

### Proboszczowie
- Peregrinus Cegenberg[1][2] 1420–1422
- ks. Tomasz Gutowski 1817-1831
- ks. Mateusz Osmański 1831-1857
- ks. Jan Kamrowski 1858-1897
- ks. Jan Doering 1897-1919
- ks. Władysław Fischoeder 1919-1923
- ks. Józef Bielicki 1923-1935
- ks. Walerian Ossowski 1936-1940 (zmarły w obozie w Stutthoff[2])
- ks. Karol Glamowski 1947–1968[3]
- ks. Bernard Cybulski 1976–1983[3]

- ks. prał. Bolesław Lichnerowicz do 30.06.2011
- ks. prał. Krzysztof Lewandowski od 01.07.2011
- ks. kan. Mariusz Stasiak od 01.07.2019

## Kościół parafialny
- Kościół gotycki wybudowany w latach 1310–1370; dekoracja i wyposażenie wnętrza pochodzi głównie z epoki baroku.

## Terytorium parafii
Miejscowości na obszarze parafii
- Cielęta Wybudowanie

Ulice na obszarze parafii
- Aleja Leśna, Aleja Wędkarzy, Boczna, Ceglana, Czwartaków, Duży Rynek, Farna, Groblowa, Grunwaldzka, Józefa Hallera, Jagiellońska, Św. Jakuba, Janaszka, Bolesława Jastrzębskiego, Jatki, Kamionka (nr 1-19 i 2-18), Kilińskiego, Kochanowskiego, Kopernika, Korczaka, Kościelna, Kościuszki, Krótka, Królowej Jadwigi, ks. Kujota, Lidzbarska, Lipowa, Litewska, Łazienna, 3-Maja, Mała, Mały Rynek, Matejki, Mazurska, Młyńska, Mostowa, Nad Drwęcą, Nowa Kolonia, Ogrodowa, Orzeszkowej, Paderewskiego, Piaski, Piwna, Plac 3-maja, Pocztowa, E. Platter, Prosta, Przedzamcze, Przesmyk, Przykop, 67 Pułku Piechoty, Sienkiewicza, Słowackiego, Smoczyńskiego, Sokołów, Stary Plac Szkolny, Strzelecka, 18-stycznia (nr-y nieparzyste), Szkolna, Średnia, Tylna, Waryńskiego, Witosa, Wodna, Wybickiego, Wybudowanie Michałowskie, Wyspiańskiego, Zamkowa (nr-y 1-11), Zduńska, Zieleniewskiej, Żeromskiego, Źwirki i Wigury.